# Tumaini Steede
Tumaini Steede (28 aprile 1990 – Devonshire, 11 luglio 2012) è stato un calciatore bermudiano, di ruolo trequartista o attaccante.

## Biografia[1]
Figlio di Cyril "Dago" Steede e cugino di Kwame Steede, Tumaini Steede era una parte essenziale della squadra Devonshire Cougars, dove era un marcatore prolifico. Nel 2011, vinse il Bermuda Football Association [BFA] Young Player of the Year award.
Ha inoltre rappresentato l'isola a livello internazionale in più occasioni, e faceva parte della squadra che vinse la medaglia di bronzo agli Island Games 2007. Ha anche fatto parte della squadra U-20 al CONCACAF Championship 2009, giocando in partite internazionali contro le Isole Cayman U-20, Porto Rico U-20 e Giamaica U-20.
Tumaini Steede morì l'11 luglio 2012, intorno alle 2:15, dopo essere stato coinvolto in un grave incidente motociclistico sulla Palmetto Road in Devonshire vicino all'incrocio con Eolia Drive.
Fu portato in ambulanza al King Edward VII Memorial Hospital, dove rimase per più di una settimana in terapia intensiva in condizioni critiche. Un portavoce dell'ospedale poi confermò che Steede morì a causa delle ferite.
Dopo la notizia della sua morte, numerose persone resero omaggio al giovane atleta attraverso i social network, tra cui i calciatori Freddy Hall e Reggie Lambe. Tra coloro che hanno reso omaggio a Steede anche Nahki Wells, calciatore della squadra inglese Bradford City, che mostrò una maglietta in onore di Steede nella partita di Capital One Cup contro l'Aston Villa.